# Ларкем, Стивен
Сти́вен Ла́ркем (англ. Stephen Larkham, род. 29 мая 1974 в Канберре) — бывший австралийский регбист, выступавший на позиции блуждающего полузащитника. Чемпион мира 1999 года в составе национальной сборной, двукратный победитель клубного турнира Супер Регби.

## Карьера
Регбийную карьеру Стивен Ларкем начал на позиции замыкающего, но в дальнейшем переквалифицировался в полузащитника. Главным инициатором этого стал тренер сборной Австралии Род Маккуин.
В Супер 12 Ларкем дебютировал в 1995 году в составе «Брамбиз». В этой команде австралиец провёл почти всю свою спортивную карьеру. В 1996 году в матче против сборной Уэльса дебютировал в составе «воллабис», выйдя на замену на позиции крайнего трёхчетвертного.
К чемпионату мира 1999 года Ларкем подошёл в качестве основного флай-хава сборной, составляя с партнёром по «Брамбиз» скрам-хавом Джорджем Греганом одну из сильнейших пар полузащитников в мире. На полях Уэльса австралиец провёл пять игр (пропустив только стартовую игру с румынами). В матче группового этапа против сборной США занёс единственную для себя попытку на чемпионате мира. В полуфинальном матче с южноафриканцами именно Ларкем решил судьбу матча в пользу австралийцев. В дополнительное время при равном счёте он забил дроп-гол с дистанции 48 метров, который и стал решающим. Этот дроп-гол стал первым в международной карьере Ларкема. В финале австралийцы разгромили французов и стали чемпионами мира.
Четыре года спустя австралийцы были близки к защите чемпионского титула на домашнем первенстве. Ларкем вновь был основным флай-хавом сборной, принял участие в шести встречах, дважды отмечался попытками (оба раза в игре против сборной Румынии). Однако в финале австралийцы проиграли сборной Англии после дроп-гола Джонни Уилкинсона в дополнительное время и стали серебряными призёрами.

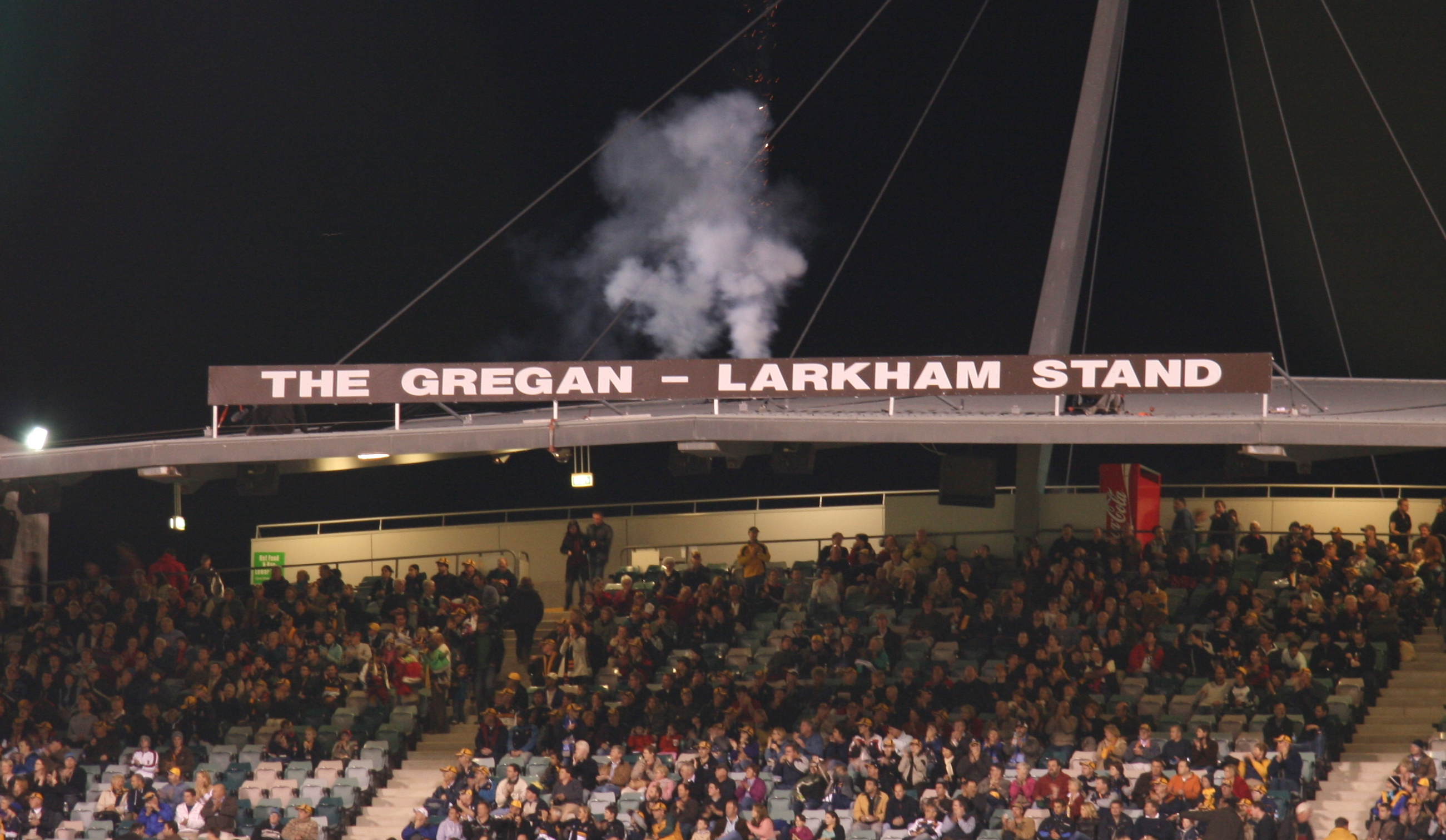
Трибуна Грегана-Ларкема

В 2007 году на чемпионате мира во Франции Ларкем провёл только одну игру с японцами, во время которой повредил колено и не смог принять участие в остальных играх первенства.
За время карьеры дважды выигрывал турнир Супер 12 в составе «Брамбиз» (в 2001 и 2004 годах). Завершил карьеру в 2010 гоу в японском клубе «Рико Блэк Рэмс».
После завершения активной регбийной карьеры вернулся в родной клуб, где занял должность помощника тренера по нападению. В 2015 году Ларкем стал главным тренером «Брамбиз» и вывел их в полуфинал Супер Регби. В том же году вошёл в тренерский штаб национальной сборной Австралии.
На домашней арене «Брамбиз» — «Канберра-стэдиум» одна из трибун в 2007 году была названа трибуной Грегана-Ларкема (англ. Gregan-Larkham Stand) в честь двух знаменитых игроков команды.